# 弗雷比昂
弗雷比昂（法語：Frébuans，法語發音：[fʁebɥɑ̃]）是法国汝拉省的一个市镇，位于该省西部，属于隆斯勒索涅区。

## 地理
弗雷比昂（46°39'9"N, 5°29'12"E）面积2.65 平方千米，位于法国勃艮第-弗朗什-孔泰大區汝拉省，该省份为法国东部内陆省份，北起上索恩省，西北接科多尔省，西临索恩-卢瓦尔省，南至安省，东与杜省和瑞士接壤。
与弗雷比昂接壤的市镇（或旧市镇、城区）包括：库尔拉乌、希伊勒维尼奥布勒、热万热、特勒纳勒。

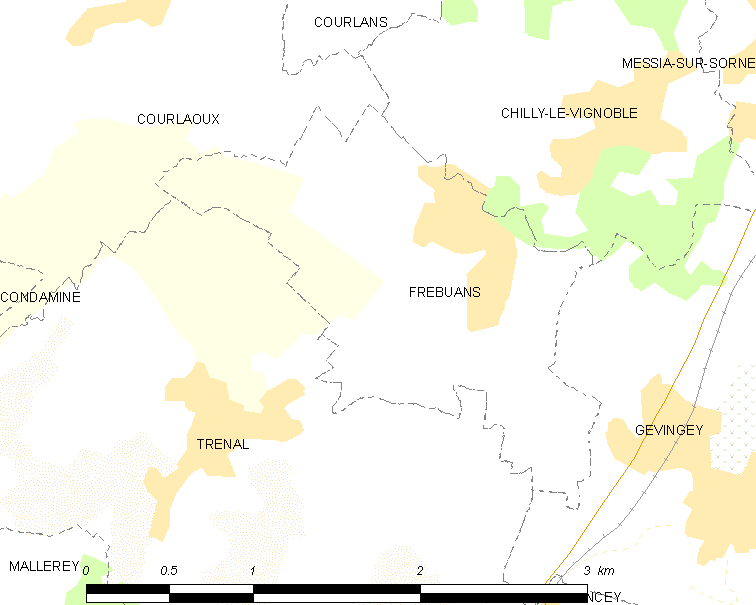
弗雷比昂的OSM定位图

弗雷比昂的时区为UTC+01:00、UTC+02:00（夏令时）。

## 行政
弗雷比昂的邮政编码为39570，INSEE市镇编码为39241。

## 政治
弗雷比昂所属的省级选区为隆斯勒索涅第二县。

## 人口

1962-2008年间弗雷比昂人口变化图示

弗雷比昂于2022年1月1日时的人口数量为388人。